# Coquin de printemps (film, 1919)
Pour les articles homonymes, voir Coquin de printemps.
Pour plus de détails, voir Fiche technique et Distribution.
Coquin de printemps (Spring Fever) est un film américain réalisé par Hal Roach, sorti en 1919.

## Fiche technique
- Titre original : Spring Fever
- Titre français : Coquin de printemps
- Réalisation : Hal Roach
- Photographie : Fred Guiol
- Production : Hal Roach
- Pays d'origine : États-Unis
- Format : Noir et blanc - 1,33:1 - Film muet
- Genre : comédie, court métrage
- Date de sortie : 1919

## Distribution
- Harold Lloyd : le garçon
- Snub Pollard : le prétendant indésirable
- Bebe Daniels : la fille
- George K. Arthur
- Sammy Brooks
- Bud Jamison
- Dee Lampton
- Gus Leonard
- Fred C. Newmeyer
- Charles Stevenson
- Noah Young